# Gerda Kraanová
Gerarda Maria "Gerda" Kraanová (30. července 1933 Leiden) je bývalá nizozemská atletka, mistryně Evropy v běhu na 800 metrů z roku 1962.
Startovala v běhu na 800 metrů na olympiádě v Římě v roce 1960, nepostoupila však do finále. Životním úspěchem pro ni byl titul mistryně Evropy v této disciplíně v roce 1962. V Bělehradě při svém vítězství zároveň vytvořila evropský rekord časem 2:02,8. Zúčastnila se olympiády v Tokiu o dva roky později, ve finále běhu na 800 metrů doběhla sedmá. V letech 1959 až 1964 byla nizozemskou mistryní v běhu na 800 metrů.